# Микроскоп (рассказ)
«Микроскоп» — рассказ Василия Шукшина, написанный в 1969 году. Он повествует о сельском жителе Андрее Ерине, который на сбережённые деньги купил микроскоп. Произведение было включено в сборник рассказов «Земляки».

## Сюжет
Однажды Андрей Ерин, столяр маленькой мастерской приходит домой и сообщает своей жене Зое о том, что он потерял 120 рублей, тем самым вызывая её гнев. Через неделю, когда она успокоилась, поздно вечером Андрей приносит домой микроскоп. Зое главный герой говорит, что ему выдали прибор в качестве премии. Микроскоп меняет уклад жизни Андрея. Теперь каждый день, после рабочей смены, он проводит опыты. Но однажды к ним домой приходит пьяный товарищ Андрея — Сергей Куликов. Сам того не ведая, Сергей выдаёт друга. Из его слов Зоя понимает, что муж купил микроскоп на те самые 120 рублей. Андрей выгоняет Куликова, но потом вместе с ним идёт выпить. На следующий день он приходит и узнает, что жена отнесла микроскоп в комиссионку. Он огорчается, но затем говорит сыну, чтобы тот учился.

## Критика
Тематическое поле рассказа «Микроскоп» образуют темы «некоммуникабельности, неуспокоенности души, поисков собственного я, открытия новой действительности». Шукшин показывает, как бесполезное в практическом смысле увлечение возвращает в жизнь человека увлечённость, эмоциональность, уважение окружающих, возможность себя проявить как личность.